# 앤 리스터
앤 리스터(Anne Lister, 1791년 4월 3일 ~ 1840년 9월 22일)는 "최초의 현대적 레즈비언"으로 알려진 영국의 일기 작가이다.
리스터는 웨스트라이딩오브요크셔에 위치한 콜더데일의 시브든에 있는 소규모 지주 가문 출신으로, 학창 시절부터 여러 레즈비언 관계를 맺었으며 종종 해외로 장거리 여행을 가기도 하였다. 근육질이고 남성적인 외모에 검은색 옷만 입고 교육을 많이 받은 그는 말년이 되어 몰인정한 명칭인 "젠틀맨 잭"으로 통하였다. 그가 맺은 의미 있는 마지막 관계는 앤 워커와의 관계로, 요크주 굿램게이트에 위치한 홀리 트리니티 교회에서 함께 의미 상의 결혼을 하였다. 오늘날 이 장소는 영국에서 레즈비언 결혼의 발상지로 알려지게 되었다.
리스터의 일기는 역사적인 시브든 홀의 개발과 함께 조경, 광산, 철도, 운하 사업 등에 대한 그의 관심을 비롯하여 웨스트요크셔 근대 생활상의 많은 것을 보여준다. 일기의 많은 항목은 그가 사망한 후 오랫동안 해독되지 않은 암호로 작성되었다. 해독된 일기에 적힌 여성 동성애의 사실적 묘사는 너무 적나라하여 그 진위가 확인되기 전까지 불쾌한 거짓말로 여겨졌다.

## 생애

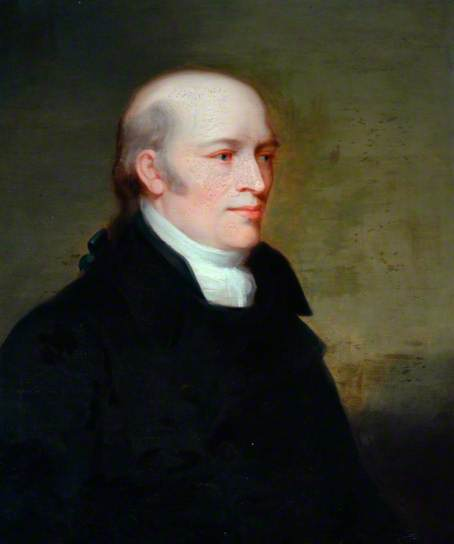
제임스 리스터(앤 리스터에게 시브든 사유지를 상속한 숙부), 조슈아 호너(1812년 ~ 1884년) 작

앤 리스터는 제러미 리스터(1753년 ~ 1836년)의 둘째이자 장녀로 태어났다. 아버지는 청년 시절인 1775년 미국 독립 전쟁의 렉싱턴 콩코드 전투에서 영국 제10보병 연대에서 복무하였다. 1788년 8월, 제러미 리스터는 요크셔이스트라이딩주 웰튼에서 레베카 배틀(1770년 ~ 1817년)과 결혼하였다. 둘 사이의 첫째 아이인 장남 존은 1789년에 태어났으나 같은 해 사망하였다. 앤 리스터는 1791년 4월 3일 핼리팩스에서 태어났다. 1793년, 가족은 마켓웨이튼에 있는 스켈플러 하우스라는 사유지로 거처를 옮겼다. 앤은 스켈플러에서 어린 시절을 보냈다. 1793년에는 앤과 가까운 차남 새뮤얼이 태어났다. 리스터가에는 네 명의 아들과 세 명의 딸이 있었지만 이 중에서 앤과 여동생 마리안(1798년 10월 13일 출생)만이 스무 살을 넘겼다.
7살의 앤은 리펀의 아그네스게이트에 위치한 헤이그 부인과 체틀 부인이 운영하는 학교에 보내졌다. 1801년과 1804년 사이에 리스터는 마켓웨이튼의 교구장인 조지 스켈딩 목사에게 집에서 교육을 받았다. 시브든 홀에 숙모 앤과 숙부 제임스를 방문하였을 때는 멜린 부인이 그를 가르쳤다. 1804년, 앤 리스터는 요크의 매너 하우스 스쿨(킹스 매너 건물)로 보내져 첫사랑 엘리자 레인(1791년 ~ 1860년)을 만났다. 엘리자는 마드라스에 있는 동인도 회사 소속의 영국인 외과 의사와 인도인 어머니 사이에서 태어난 사생아 딸로, 아버지가 죽은 뒤 요크셔로 오게 되어 상당한 양의 재산을 상속받게 되었다. 앤과 엘리자는 기숙 학교에서 침실을 공유하였지만 2년 뒤에 앤은 떠나라는 요청을 받았다. 엘리자는 성인이 되어 앤과 함께 살기를 기대하였지만 앤은 이사벨라 노클리프와 마리아나 벨컴을 비롯한 다른 여성들과 관계를 시작하였다. 절망과 좌절 속에서 엘리자는 1814년 마리아나의 아버지 윌리엄이 운영하는 클리프턴 하우스 정신병원의 환자가 되었다. 엘리자 레인은 이후 오스발드위크의 테라스 하우스로 옮겨져 1860년 1월 31일 그곳에서 사망하였으며, 길 건너편 오스발드위크 교회 묘지에 묻혔다. 집에서 교육을 받는 동안 리스터는 고전 문학에 관심을 갖게 되었다. 1803년 2월 3일에 숙모에게 보낸 안부 편지에서 어린 리스터는 다음과 같이 썼다. "내 서재는 나의 가장 큰 기쁨입니다... 그리스 역사는 저를 매우 즐겁게 했습니다."

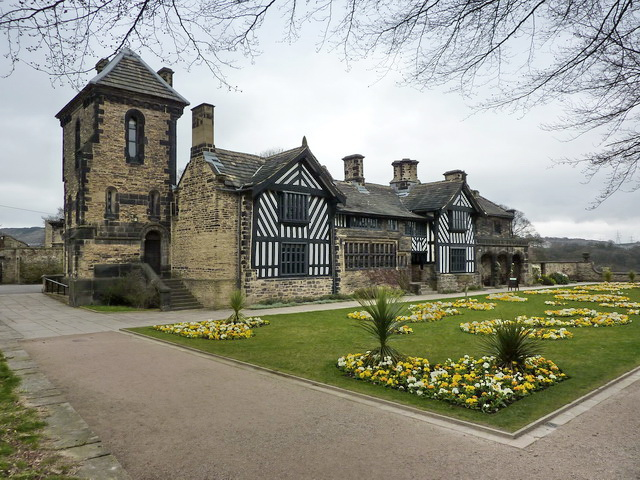
2010년 시브든 홀, 왼쪽에 앤 리스터가 증설한 도서관 탑이 보인다.

그는 1826년 삼촌이 사망하면서 시브든 사유지를 상속받았지만 1836년 아버지와 숙모가 사망할 때까지 수입의 일부만 관리하였으며, 그 해 뒤에는 수입 지분 전부가 그에게 넘어갔다. 그가 가진 부는 그가 원하는 대로 살 수 있는 어느 정도의 자유를 허락하였다.
농업 임대 수익 외에도 리스터의 재정 포트폴리오에는 마을의 부동산, 운하, 철도, 광업, 채석 산업의 지분이 포함되었다. 리스터는 이 다양한 포트폴리오에서 얻은 수입을 그의 두 가지 열정인 시브든 홀의 개조와 유럽 여행에 자금을 대는 데 사용하였다.
리스터는 "남성적인 외모"를 지녔다고 묘사된다. 그의 연인 중 한 명인 마리아나 로턴(결혼 전 성 벨컴)은 처음에 리스터의 외모에 대한 언급 때문에 리스터와 함께 공개석상에서 모습을 드러내는 것을 부끄러워하였다. 리스터는 (당시 신사들의 일상복처럼) 완전히 검은색으로 된 옷을 입고 탄광을 개업하고 소유하는 등 당시 여성의 표준 상으로 인식되지 않던 많은 활동에 참여하였다. 그는 일부 지역에서 "젠틀맨 잭"으로 불렸다. 로턴과 리스터는 약 20년 동안 연인 사이였으며, 이 기간 동안 로턴이 남자와 결혼하여 상황을 알게 된 남편이 단념하기도 하였다. 1822년 그들은 랑골렌의 플라스뉴이드에 거주하는 랑골렌의 여인들을 방문하였다.
리스터는 1820년대에 여러 번 로턴을 만났지만 리스터의 삶에서 훨씬 더 중요한 역할을 맡은 사람은 1832년에 부유한 상속녀가 된 앤 워커였다. 리스터와 워커는 마침내 1834년 부활절 일요일(3월 30일)에 요크주 굿램게이트에 위치한 홀리 트리니티 교회에서 함께 성례를 하였으며, 그 후 이것을 법적 승인 없는 결혼으로 여겼다. 이 교회는 "영국 최초의 레즈비언 결혼 장소로 해석되는 상징"으로 묘사되어 왔으며, 현재 건물에는 이를 기념하는 파란색 명판이 있다. 부부는 1840년 리스터가 사망할 때까지 시브든 홀에서 함께 살았다.
워커의 재산은 시브든 홀과 사유지의 폭포와 호수를 개선하는 데 사용되었다. 리스터는 시브든 홀을 자신의 설계로 상당히 크게 개조하였다. 1838년에는 개인 도서관으로 사용하기 위하여 본관에 고딕 양식의 탑을 증설하였다. 또한 직원들이 그를 방해하지 않고 이동할 수 있도록 건물 아래에 터널을 팠다.
리스터는 평생 동안 독실한 성공회 신앙을 가졌고, "토지 소유 귀족의 특권을 옹호하는 데 관심이 있는" 보수당으로 남았다.

## 여행

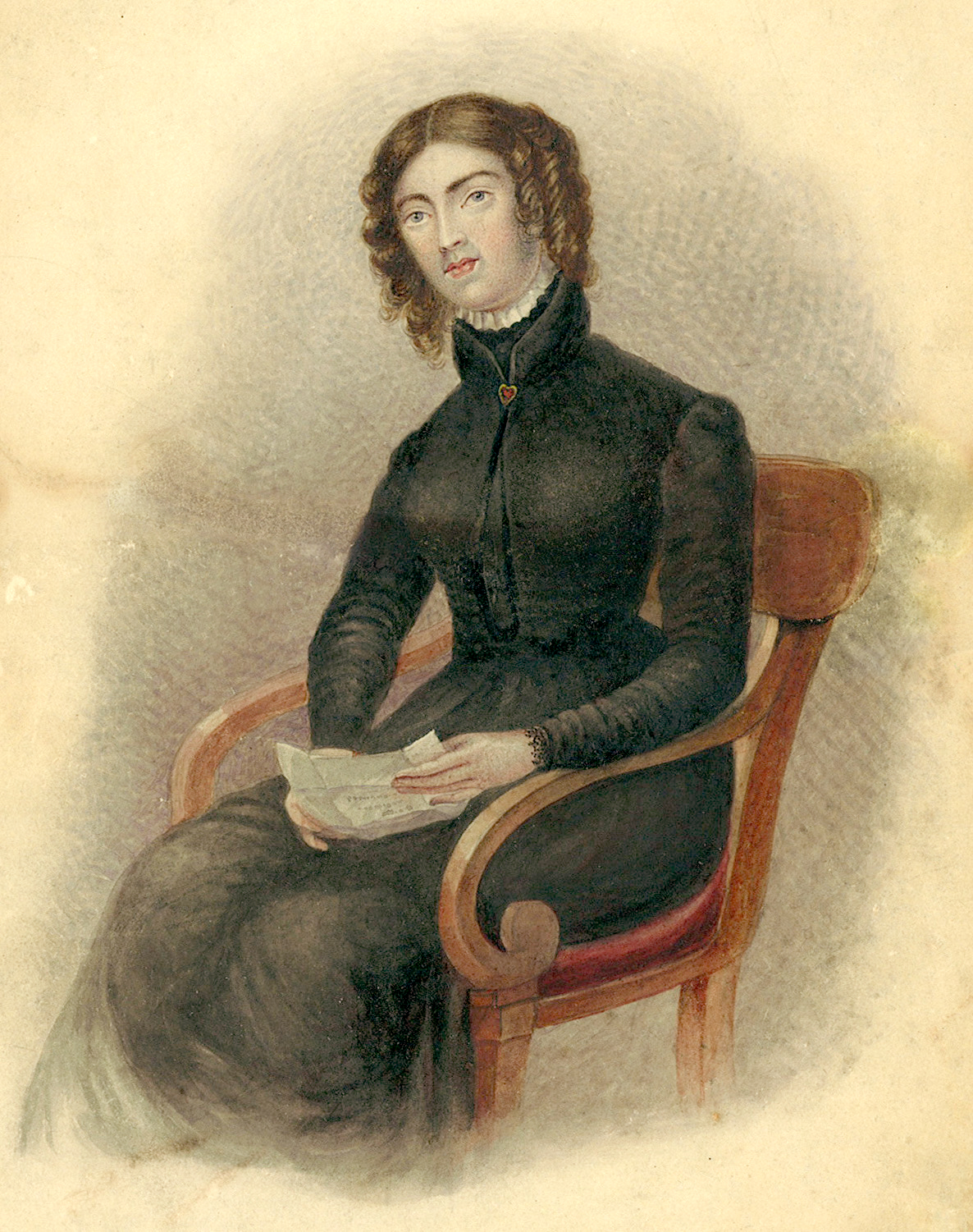
1822년 핼리팩스의 터너 부인이 그린 리스터의 수채화 초상화

리스터는 여행을 매우 즐겼지만, 그의 전기 작가인 앤절라 스테이델은 말년의 리스터의 여행이 "자신이 하고자 하는 모든 일에서 실패했다는 자각을 피하기 위한" 방법이기도 하다고 시사하였다. 그는 1819년 28세 때 처음으로 유럽 대륙을 여행하였다. 그는 두 달 간의 프랑스 여행에서 자신처럼 앤 리스터라는 이름을 가진 54세의 숙모와 함께 여행하였다.
1824년 그는 파리를 다시 찾아 이듬해까지 머물렀다. 1826년에 그는 앤 숙모와 함께 파리로 돌아왔고, 그곳에서 이전 방문 때부터 보았던 마리아 발로라는 미망인과 연애하였다. 1827년에 그는 마리아 발로, 앤 숙모와 함께 파리를 떠나 이탈리아 북부와 스위스를 여행하였고, 이듬해 시브든 홀로 돌아왔다. 1828년에 그는 시벨라 맥린과 함께 스코틀랜드 전역을 여행하였다.
그는 1829년에 다시 유럽 대륙으로 떠났다. 파리를 거점으로 벨기에와 독일을 방문한 뒤 남쪽의 피레네 산맥으로 향하였다. 여기서 하이킹을 한 뒤 국경을 넘어 스페인으로 향하였다. 스페인에 있는 동안 그는 피레네 산맥에서 세 번째로 높은 봉우리인 해발 3,355 미터의 몬테 페르디도에 오르며 강한 모험심과 상당한 체력 모두를 보여주었다.
1831년 시브든 홀로 돌아온 그는 아버지 제러미와 여동생 마리안과의 생활에 큰 불편함을 느껴 거의 즉시 그곳을 떠나 마리아나 로턴과 짧은 여행을 하고자 네덜란드를 방문하였다. 그는 1826년과 1832년 사이에는 대체로 영국과 유럽을 여행하고 짧은 시간 동안만 시브든 홀에서 지내면서 집에 있는 가족을 피하였다.
1834년에 그는 다시 프랑스와 스위스를 방문하였는데, 이번에는 앤 워커와 신혼여행을 하였다. 1838년 앤과 함께 돌아온 그는 다시 남쪽 피레네 산맥으로 향하였고, 프랑스령 피레네 산맥에서 가장 높은 봉우리인 비뉴말(해발 3,298 미터)의 최초 "공식" 등정을 완료하였다. 정상에 오르는 데는 10시간이 걸렸고, 하산하는 데는 7시간이 더 필요하였다.
그의 마지막이자 가장 위대한 여행은 1839년에 시작되었다. 앤 워커와 두 명의 하인과 함께 6월에 시브든 홀을 떠나 프랑스, 덴마크, 스웨덴, 러시아를 거쳐 9월에 상트페테르부르크, 10월에는 모스크바에 도착하였다. 1840년 2월, 그는 주저하는 앤 워커를 데리고 매우 따뜻한 옷을 입고 새로운 러시아 마차를 탄 채 모스크바를 떠났다. 부부는 얼어붙은 볼가강을 따라 남쪽으로 여행하여 캅카스로 갔다. 부분적으로는 차르 정권에 대항하는 지역 주민들 사이의 불안을 이유로 이 지역을 방문한 서유럽인은 거의 없었고, 서유럽 여성은 말할 것도 없었다. 때때로 그들은 군대의 호위가 필요하였다. 두 여성은 방문한 장소의 사람들에게 큰 호기심을 불러일으켰다. 앤은 일기에서 "사람들은 우리를 보기 위하여 이전에는 본 적이 없는 이상한 동물처럼 쳐다본다"라고 썼다.

## 죽음

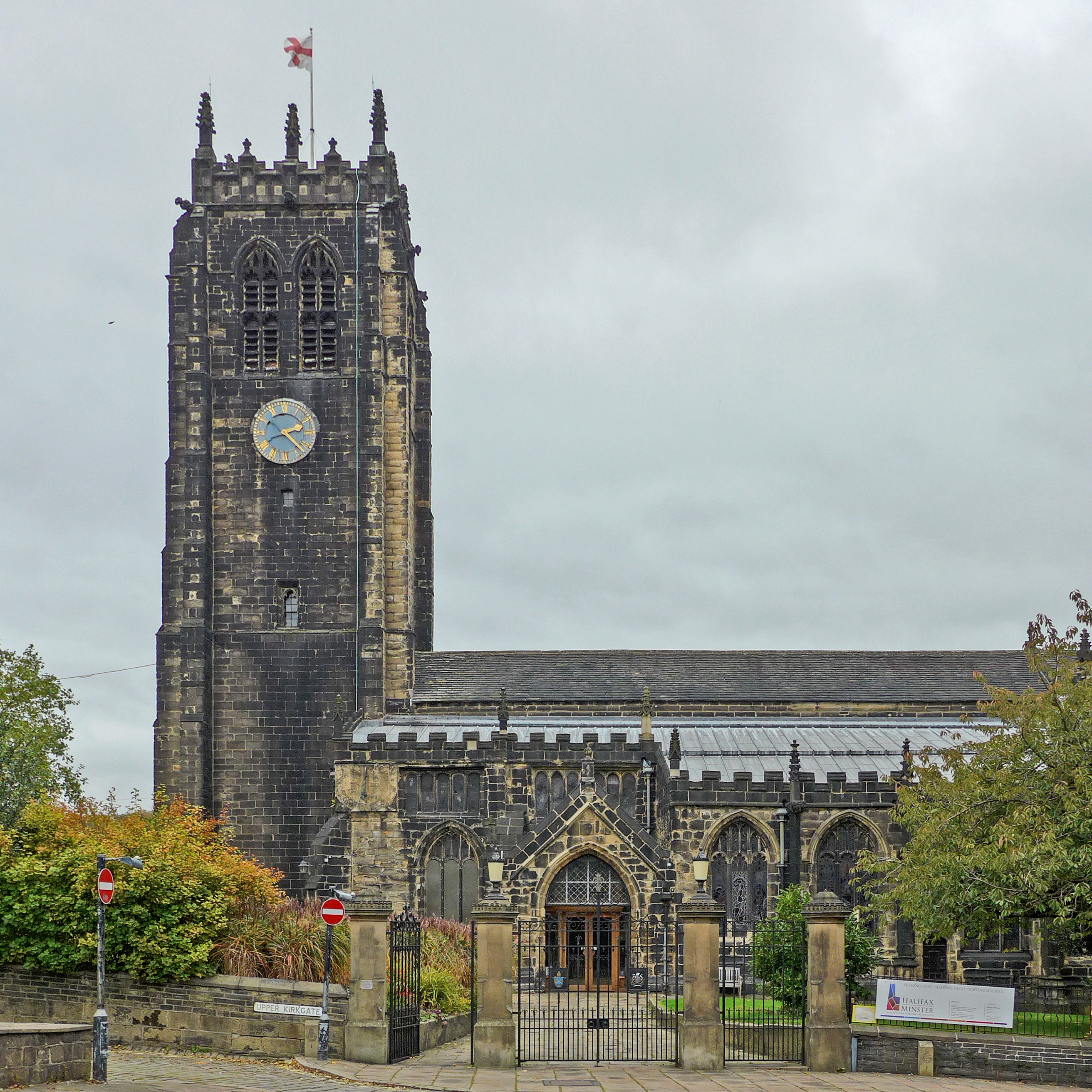
앤 리스터가 묻힌 핼리팩스 민스터

리스터는 앤 워커와 함께 여행하는 도중 1840년 9월 22일 쿠타이스(오늘날 조지아 쿠타이시)에서 49세의 나이에 열병으로 사망하였다. 워커는 리스터의 시신을 영국으로 이송하였고, 시신은 1841년 4월 29일 핼리팩스 민스터에 묻혔다. 그의 묘비는 1879년에 바닥으로 덮인 후 2000년에 재발견되었다.
리스터의 유언에 따라 그의 재산은 부계 사촌에게 맡겨졌지만, 종신 재산 소유권은 워커에게 주어졌다. 워커는 정신이상자로 판명된 뒤 오스발드위크의 개인 주택 테라스 하우스에서 잠시 시간을 보냈고, 그 후 런던 지역에서 자매, 제부와 함께 지냈다. 워커는 1845년 시브든 홀로 돌아왔고 1848년 라이트클리프에 있는 가족의 저택으로 이사하였다. 워커는 1854년 웨스트요크셔주 라이트클리프에 위치한 어린 시절 살았던 집인 클리프 힐에서 사망하였다.
1882년 《리즈 타임즈》는 리스터가 사망한 지 40여년이 지난 후 시브든 홀 소유권에 대한 분쟁을 보도하면서 "리스터 양의 남성적 특징은 여전히 기억되고 있다"라고 말하였다.

## 일기
리스터는 일생 동안 500만 단어의 일기를 썼다. 이것은 1806년에 엘리자 레인과 주고받은 꾸러미에 비밀 암호로 기록한 종이 조각으로 시작하여 결국 26권에 이르게 되었고 1840년 그가 사망하면서 끝을 맺었다. 그의 필체는 해독하기가 매우 어려울 뿐만 아니라, 일기의 약 6분의 1이 엘리자가 고안한 간단한 코드로 암호화되어 있으며, 그리스 알파벳, 12 궁도, 구두점, 수학 기호가 결합되어 있다. 이 암호문은 그의 레즈비언 정체성과 연애, 유혹에 사용한 방법을 아주 상세하게 묘사하고 있다. 일기에는 당시의 날씨, 사교 행사, 국가 행사, 비즈니스 관심사에 대한 그의 생각도 들어있다. 일기의 대부분은 그의 섹슈얼리티뿐만 아니라 일상 생활을 다루고 당시의 사회적, 정치적, 경제적 사건에 대한 자세한 정보를 제공한다.
그의 일기에 사용된 암호는 시브든 홀의 마지막 거주자인 존 리스터(1847년 ~ 1933년)와 그의 친구 아서 버렐이 해독에 성공하였다. 비밀 구절의 내용이 드러났을 때 버렐은 존 리스터에게 일기를 전부 불태우라고 충고하였다. 리스터는 이 조언을 받아들이지 않고 대신 시브든 홀의 벽판 뒤에 앤 리스터의 일기를 계속 숨겨두었다.
2011년, 리스터의 일기는 유네스코 세계기록유산에 등록되었다. 등록의 인용 문구에서는 이 일기가 그 시대에 대한 귀중한 설명이기도 하지만 "이 일기를 독특하게 만드는 것은 레즈비언의 삶과 그의 본성의 성찰에 관한 포괄적이고 고통스러울 정도로 정직한 설명이었다. 이 일기는 영국 젠더 연구와 여성 역사의 방향을 형성하였고 지속적으로 형성하고 있다."라고 설명한다.
웨스트요크셔 지역 여성들은 리스터의 일기를 1812년~1830년의 캐롤라인 워커, 1817년~1829년의 엘리자베스 워즈워스와 함께 다른 관점에서 같은 시기를 다룬 "19세기 초 일기 3부작"의 일부로 묘사하였다. 2020년에는 앤 워커가 쓴 저널이 발견되었다. 저널은 1834년 6월부터 1835년 2월까지를 다루는 간결한 내용이지만, 리스터의 일기 내에서 이것과 상응하는 이야기를 엮는 중추적인 기간을 다루고 있다.

## 연구
헬레나 휘트브레드는 일기 중 일부를 두 권(1988년과 1992년)으로 엮어 출판하였다. 처음에는 일기의 사실적인 성격으로 인하여 일부 사람들이 이것을 날조로 여겼지만, 이후에 기록 문서 증거를 통하여 진위가 확인되었다. 학자 질 리딩턴이 쓴 리스터 전기는 1994년에 출판되었다. 2014년 시브든 홀에서 열린 회의는 19세기의 젠더와 섹슈얼리티와 함께 리스터의 삶에 초점을 맞추었다.
앤절라 스테이델이 쓴 독일어로 된 리스터 전기는 2017년에 출판되었고, 2018년에는 영어로 번역되어 출판되었다. 2022년 러시아 연구자 올가 코로실로바는 리스터가 떠난 러시아에서의 마지막이자 극적인 여행에 관한 책을 출판하였다. 2013년 크리스 로울스턴의 기사에서 리스터는 "최초의 현대적 레즈비언"으로 묘사되었다.

## 대중 문화
1980년대 후반 버밍엄 대학교 현대사학과에서 도로시 톰슨과 퍼트리샤 휴스는 리스터의 일기의 암호를 더 번역하였다. 휴스는 2019년에 《1817년 앤 리스터의 비밀 일기》, 2015년에는 《앤 리스터 양의 초기 생애와 엘리자 레인 양의 궁금한 이야기》를 자비 출판하였다. 두 책 모두 편지와 일기, 보조 문서 등 리스터 기록 보관소의 여러 자료를 폭넓게 참고하였다.
1994년 BBC Two 시리즈 '역사를 관통하는 스커트'(A Skirt Through History)에서 '결혼'(A Marriage)이라는 제목의 첫 번째 에피소드에는 줄리아 포드가 앤 리스터로, 소피 터스필드가 마리아나 벨컴으로 출연한다.
2010년 5월 31일 BBC Two는 리스터의 삶을 바탕으로 맥신 피크가 리스터로 출연한 '앤 리스터 양의 비밀 일기'(The Secret Diaries of Miss Anne Lister)를 방송하였다. 수 퍼킨스가 출연한 다큐멘터리 '밝혀지는 앤 리스터'(Revealing Anne Lister) 또한 같은 날 BBC Two에서 방송되었다.
실내악 포크 듀오 오훌리 앤 티도의 2012년 음반 'The Fragile'에는 앤 리스터에 관한 노래 'Gentleman Jack'이 수록되었다.
서랜 존스가 리스터로 출연한 2019년 BBC-HBO 역사 텔레비전 드라마 시리즈 '젠틀맨 잭'(Gentleman Jack)은 그의 삶을 "최초의 현대적 레즈비언"으로 묘사한다. 이 시리즈는 질 리딩턴이 쓴 리스터에 대한 두 권의 책 《피메일 포춘》(Female Fortune), 《네이처스 도메인》(Nature's Domain)에서 "영감을 받아" 제작되었다. 리딩턴은 이 시리즈의 자문으로도 활동하였다. 오훌리 앤 티도의 "Gentleman Jack"은 이 시리즈의 엔딩 테마 음악으로 사용된다. 2019년 펭귄 북스는 이 시리즈의 수석 자문인 앤 초마가 쓴 자매편을 출판하였으며, 여기에는 리스터의 일기에서 새로이 필사하고 해독된 항목이 들어간다.

## 명판

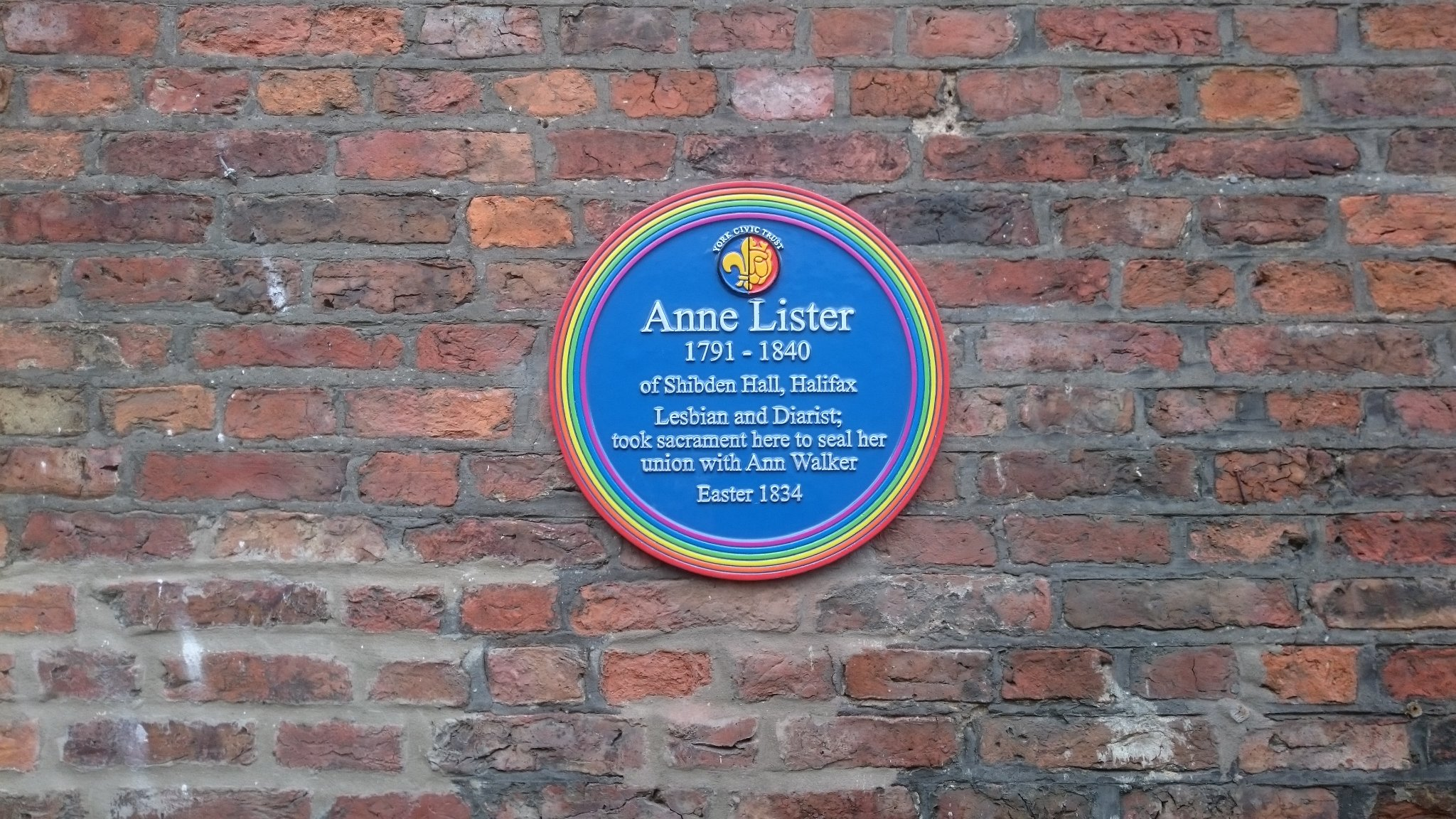
2019년 5월 앤 리스터와 앤 워커에게 헌정된 요크주 굿램게이트 홀리 트리니티 교회 외벽의 무지개 명판

2018년에는 요크의 홀리 트리니티 교회에 리스터를 기리는 파란색 명판이 공개되었다. 이것은 요크의 첫 성소수자 역사 명판이었다. 명판에는 무지개 테두리가 있었고 다음과 같은 문구가 적혀 있었다. "젠더 비순응 사업가. 1834년, 부활절. 이 교회에서 앤 워커에게 법적 승인 없는 결혼 약속을 기념함" 이 문구는 리스터의 섹슈얼리티를 언급하지 않은 것으로 비판을 받았고, 2019년에는 "핼리팩스 시브든홀의 앤 리스터(1791년 ~ 1840년)/레즈비언이자 일기 작가; 앤 워커와의 결합을 보증하기 위하여 이곳에서 성례를 치름/1834년 부활절"

## 같이 보기
- 보스턴 결혼
- 앤 리스터 칼리지

## 주해
1. ↑  마켓웨이튼에 위치한 올 세인츠 교회의 매장 기록에 따르면, 출생 직후인 1806년 4월 매장된 앤 리스터의 여동생 리스터 영아가 있다.[3]

## 참고 문헌
- Choma, Anne, Gentleman Jack: The Real Anne Lister. (Penguin Books & BBC Books, 2019)
- Green, Muriel, Miss Lister of Shibden Hall: Selected Letters (1800–1840). (The Book Guild Ltd, 1992)
- Hughes, Patricia, Anne Lister's Secret Diary for 1817. (Hues Books Ltd 2006)
- Hughes, Patricia, The Secret Life of Miss Anne Lister and the Curious Tale of Miss Eliza Raine. (Hues Books Ltd 2010)
- Khoroshilova, Olga, Gentleman Jack in Russia. (in Russian, Moscow, Mann, Ivanov & Ferber 2022)
- Liddington, Jill, Presenting the Past: Anne Lister of Halifax, 1791–1840. (Pennine Pens, 1994)
- Liddington, Jill, Female Fortune: Land, Gender and Authority: The Anne Lister Diaries and Other Writings, 1833–36. (Rivers Oram Press, 1998)
- Steidele, Angela, Gentleman Jack. A Biography of Anne Lister: Regency Landowner, Seducer and Secret Diarist. (Serpent's Tail, London 2018). First published as Anne Lister. Eine erotische Biographie. (Matthes & Seitz Berlin, 2017)
- Vicinus, Martha, Intimate Friends: Women Who Loved Women, 1778–1928. (University of Chicago Press, 2004)
- Whitbread, Helena, I Know My Own Heart: The Diaries of Anne Lister 1791–1840. (Virago, 1988)
- Whitbread, Helena, No Priest But Love: Excerpts from the Diaries of Anne Lister. (NYU Press, 1993)